# Kasper
Kasper, alternativt Casper, är ett mansnamn. En annan variant av namnet är Jesper. Kaspar (Caspar) var enligt kristen mytologi jämte Melker och Baltsar en av de tre vise män som uppvaktade Jesus vid hans födelse. Den vise mannen har även gett namnet till den tyske dockteaterkaraktären kasperl och kasperteatern.
Namnformen Kaspar är grekiska (medeltidslatin: Casparus). Ursprunget till namnet sägs gå tillbaka (genom tradering via armeniska Gathaspar) på den kung Gundafar som nämns i det apokryfiska Tomasevangeliet. Namnet lär då syfta på Gondofares (skrivet som Vindafarna på iranska), härskare över Indoskytiska riket i norra Indien vid tiden för Kristi födelse. Namnet kan också vara influerat av det persiska ordet kandschwar ('skattmästare').
Namnet har sedan mitten på 1990-talet ökat kraftigt i popularitet och är nu ett av de 50 vanligaste mansnamnen. I den vuxna befolkningen finns det emellertid inte ens 400 som heter Kasper.[källa behövs] 31 december 2020 fanns det totalt 9 926 personer i Sverige med namnet Kasper eller Casper, varav 8 477 med det som tilltalsnamn. År 2020 fick 230 pojkar Kasper eller Casper som tilltalsnamn.
Namnsdag i Sverige: 6 januari - trettondedag jul, sedan 2001. Innan dess hade Kasper namnsdag 20 oktober. I den finlandssvenska namnsdagslängden har Kasper namnsdag 20 oktober sedan 1995.

## Kasper, Casper eller Kaspar som förnamn
- Casper Johannes Boye, dansk psalmförfattare
- Kasper Fosser, norsk orienterare
- Caspar David Friedrich, tysk konstnär
- Kaspar Hauser, hittebarnet som vuxit upp i en källare
- Kasper Hvidt, dansk handbollsspelare
- Kasper Hämäläinen, finländsk fotbollsspelare
- Casper Janebrink, svensk artist från Arvingarna
- Kasper Järnefelt, finländsk konstkritiker och översättare
- Kasper Lindström, skådespelare
- Casper Rose, amerikansk gitarrist
- Kasper Salin, svensk arkitekt och fotograf
- Kasper Schmeichel, dansk fotbollsspelare
- Casper Van Dien, amerikansk skådespelare
- Caspar Weinberger, amerikansk försvarsminister
- Kasper Winding, dansk musiker

## Kasper, Casper eller Kaspar som efternamn
- Mizzi Kaspar (1864-1907) österrikisk kunglig mätress
- Walter Kasper (född 1933) tysk kardinal
- Gian-Franco Kasper (född 1944) schweizisk skidförbundsledare

## Fiktiva figurer med namnet Kasper, Casper eller Kaspar
- Kaspar, Kalle & Kaspar
- Kaspar i barnböckerna av Mikael Engström; även SVT:s julkalender 2001 (Kaspar i Nudådalen)
- Casper, det snälla spöket
- Kasper, en av rövarna i Folk och rövare i Kamomilla stad av Thorbjørn Egner